# José Luis Ponce Alcázar
José Luis Ponce Alcázar, semplicemente noto come Ponce (Murcia, 27 agosto 1942 – 15 dicembre 2021), è stato un calciatore spagnolo, di ruolo difensore e attaccante.

## Biografia
È nato a Zenata, in Murcia.

## Carriera
Ponce inizia la carriera agonistica tra i cadetti dell'Ourense, con cui disputa due campionati di Segunda División, sfiorando l'accesso ai play-off promozione nella stagione 1961-1962, chiusa al terzo posto a soli tre punti dal Real Valladolid, giunto secondo nel Gruppo I.
Nella stagione 1964-1965 passa al Constància, con cui si salva dalla retrocessione in terza serie grazie ala vittoria nei play-out contro il Béjar Industrial. Similmente ponce con i suoi otterrà la salvezza anche nella stagione seguente, superando nei play-out l'Eibar.
Nella stagione 1966-1967 Ponce esordisce nella massima divisione spagnola in forza all'Elche, con cui ottiene il nono posto finale; nella stessa annata raggiunge con il suo club le semifinali della Coppa del Generalissimo 1966-1967. La stagione seguente è chiusa invece all'undicesimo posto.
Nel 1968 si trasferisce in Canada per giocare nel Toronto Falcons con cui partecipa alla prima edizione della NASL, ottenendo il terzo posto della Lakes Division.
Ritornato in patria, nella stagione 1968-1969 passa al Córdoba, con cui retrocede in cadetteria a causa del sedicesimo e ultimo posto ottenuto. La stagione seguente è chiusa da Ponce e i suoi al quinto posto finale.
Nella Segunda División 1970-1971 passa al Calvo Sotelo, con cui retrocede in terza serie a causa del diciannovesimo e penultimo posto ottenuto.
Nella stagione 1971-1972 scende in terza divisione in forza al Murcia FC, con cui vince il Gruppo IV, ottenendo la promozione in cadetteria. Ritornato in cadetteria, Ponce con il Murcia vince il campionato, ottenendo così la promozione nella massima serie spagnola.

## Palmarès
- Tercera División (Spagna): 1

Murcia: 1971-1972 (Gruppo IV)
- Segunda División (Spagna): 1

Murcia: 1972-1973